# Stamreeks
Een stamreeks is in de genealogie één bepaalde lijn uit een kwartierstaat. Hierbij kan worden onderscheiden:
- De patrilineaire stamreeks, deze begint met de vader van de vader van de vader et cetera. In engere traditionele zin (= wettige afstamming) is dit de stamreeks van een familie. De afstammelingen van de vrouwelijke telgen van een familie worden dus niet in de patrilineaire stamreeks opgenomen.
- De matrilineaire stamreeks, deze begint met de moeder van de moeder van de moeder et cetera. De afstammelingen van de mannelijke leden van een familie worden dus niet in de matrilineaire stamreeks opgenomen.
- De naamstamreeks, deze gaat door op de geslachtsnaam (bijvoorbeeld bij een onbekende vader of in geval van adoptie) of op de boerderijnaam (bijvoorbeeld bij aanneming van de boerderijnaam door de man van een erfgename van die boerderij).

Generatie I is bij een stamreeks de oudst opgegeven voorouder. Als de proband tot generatie I behoort, dan is dit diens afstammingslijn.
Dit is de afbeelding van een patrilineaire stamreeks: